# Pillmersried
Pillmersried ist ein Kirchdorf im Landkreis Cham und ein Gemeindeteil der Stadt Rötz.
Der Ort liegt vier Kilometer nördlich von Rötz an der Kreisstraße CHA 34 im Tal des Rötzbachs.

## Die ehemaligen Gemeinden
Die beiden ehemaligen Gemeinden mit Namen Pillmersried grenzten bis zu ihrer Auflösung unmittelbar aneinander, ebenso wie die beiden Ortschaften Pillmersried, deren Trennung markiert wurde durch den Rötzbach. Westlich des Rötzbachs lag das Kirchdorf Pillmersried im Landkreis Neunburg vorm Wald und östlich des Rötzbachs lag der Landkreis Waldmünchen mit dem Dorf Pillmersried.

### Pillmersried (Landkreis Neunburg vorm Wald)
Die Gemeinde Pillmersried im Landkreis Neunburg vorm Wald bestand zuletzt aus vier Ortsteilen, dem Kirchdorf Pilmersried und den Einöden Gänsschnabl, Rödlmühl und Saxlmühl. Bis 1880 war die offizielle Schreibweise Pilmersried. Die ehemalige Gemeinde wurde am 1. Juli 1972 in die Stadt Rötz eingemeindet. Die Gemeindefläche betrug gut 346 Hektar und entsprach etwa der heutigen Gemarkung Pillmersried I in der Stadt Rötz.

#### Einwohnerentwicklung
|       | Kirchdorf      | Gemeinde       |
| ----- | -------------- | -------------- |
| 1840: |                | 0207 Einwohner |
| 1861: | 0194 Einwohner | 0212 Einwohner |
| 1867: |                | 0196 Einwohner |
| 1871: | 0168 Einwohner | 0184 Einwohner |
| 1875: | 0140 Einwohner | 0154 Einwohner |
| 1885: | 0140 Einwohner | 0152 Einwohner |
| 1900: | 0137 Einwohner | 0156 Einwohner |
| 1925: | 0152 Einwohner | 0166 Einwohner |
| 1950: | 0128 Einwohner | 0152 Einwohner |
| 1961: | 0131 Einwohner | 0154 Einwohner |
| 1970: | 0158 Einwohner | 0185 Einwohner |

### Pillmersried (Landkreis Waldmünchen)
Die Gemeinde Pillmersried im Landkreis Waldmünchen bestand aus den Dörfern Pillmersried und Voitsried und dem Weiler Katzelsried. Die ehemalige Gemeinde wurde bereits am 1. Januar 1972 in die Stadt Rötz eingemeindet. Die Gemeindefläche betrug gut 486 Hektar und entsprach etwa der heutigen Gemarkung Pillmersried II in der Stadt Rötz.

#### Einwohnerentwicklung
|       | Dorf           | Gemeinde       |
| ----- | -------------- | -------------- |
| 1840: |                | 0260 Einwohner |
| 1861: | 0134 Einwohner | 0256 Einwohner |
| 1867: |                | 0224 Einwohner |
| 1871: | 0130 Einwohner | 0229 Einwohner |
| 1875: | 0106 Einwohner | 0215 Einwohner |
| 1885: | 0116 Einwohner | 0241 Einwohner |
| 1900: | 0097 Einwohner | 0198 Einwohner |
| 1925: | 0079 Einwohner | 0212 Einwohner |
| 1950: | 0094 Einwohner | 0181 Einwohner |
| 1961: | 0074 Einwohner | 0164 Einwohner |
| 1970: | 0071 Einwohner | 0175 Einwohner |

## Bauwerke
Die katholische Nebenkirche St. Antonius von Padua, ein Saalbau mit Krüppelwalmdach und Giebeldachreiter mit Zwiebelhaube wurde 1692 erbaut und ist unter Nummer D-3-72-154-39 ein gelistetes Baudenkmal.